# James C. Jones

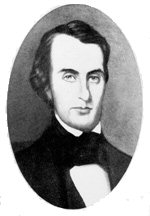
James C. Jones

James Chamberlain Jones (* 20. April 1809 im Davidson County, Tennessee; † 29. Oktober 1859 bei Memphis, Tennessee) war ein US-amerikanischer Politiker und zwölfter Gouverneur von Tennessee.

## Lebenslauf
Jones studierte in seiner Jugend Jura arbeitete aber als Farmer in Wilson County. 1836 trat er erstmals politisch in Erscheinung, als er sich, allerdings vergeblich, für Hugh Lawson White als Präsidentschaftskandidat einsetzte. 1839 wurde er als Mitglied der Whig Partei in das Abgeordnetenhaus von Tennessee gewählt. Als 1841 Gouverneurswahlen anstanden, kandidierte er gegen den Amtsinhaber und späteren US-Präsident James Polk. Obwohl er mit Wahlkämpfen und der politischen Szene noch nicht so vertraut war, gelang es ihm Polk zu schlagen. Er profitierte dabei von einer vorübergehenden Krise der Demokratischen Partei, die im Vorjahr auch die Präsidentschaftswahlen an die Whigs verloren hatte. Seine erste Amtszeit als Gouverneur war politisch sehr schwierig, weil im Abgeordnetenhaus des Staates die Whigs die Mehrheit hatten, während im Senat die Demokraten in der Überzahl waren. Beide Häuser blockierten sich gegenseitig und damit stagnierte auch die Innenpolitik Tennessees. Hinzu kam auch noch eine allgemeine Wirtschaftskrise. 1843 kandidierte Jones erneut erfolgreich gegen Polk. In seiner zweiten Amtszeit wurde Nashville offiziell zur Hauptstadt erklärt, auch wenn die Stadt schon seit einigen Jahren diese Funktion innehatte. Jones förderte Schulen für Blinde und Taubstumme. 1845 strebte er keine dritte Amtszeit mehr an und schied aus dem Amt. Stattdessen wurde er Präsident der Memphis and Charleston Railroad Eisenbahngesellschaft. Von 1851 bis 1857 war er US-Senator in Washington. Er unterstützte die Präsidentschaftswahlkämpfe der Wigh Kandidaten Zachary Taylor und Winfield Scott. Nach der Auflösung der Whigs unterstützte er 1856 den Demokraten James Buchanan. Jones starb am 29. Oktober 1859.
Er war mit Sara Watson Munford verheiratet. Das Paar hatte zehn Kinder.